# Chrysichthys maurus
Chrysichthys maurus és una espècie de peix de la família dels claroteids i de l'ordre dels siluriformes.

## Morfologia
Els mascles poden assolir els 51 cm de llargària total.

## Distribució geogràfica
Es troba a Àfrica: Senegal, Ghana, Costa d'Ivori, Guinea, Guinea Bissau, Sierra Leone i Libèria.